# Coëx
Coëx ist eine französische Gemeinde mit 3.416 Einwohnern (Stand: 1. Januar 2022) im Vendée in der Region Pays de la Loire. Coëx gehört zum Arrondissement Les Sables-d’Olonne und ist Mitglied des Gemeindeverbandes Pays de Saint-Gilles-Croix-de-Vie Agglomération. Die Einwohner werden Coëxiens und Coëxiennes genannt.

## Geografie
Coëx liegt etwa 22 Kilometer nordnordöstlich von Les Sables-d’Olonne und etwa 26 Kilometer westnordwestlich von La Roche-sur-Yon nahe der Côte de Lumière der Atlantikküste. Die Gemeinde wird im Norden vom Fluss Vie begrenzt, im südlichen Teil entspringt der Gué Gorand.
Umgeben wird Coëx von den Nachbargemeinden Commequiers im Norden und Nordwesten, Apremont im Norden und Nordosten, Aizenay im Osten, La Chapelle-Hermier im Süden, L’Aiguillon-sur-Vie im Südwesten, Saint-Révérend im Westen und Südwesten sowie Saint-Maixent-sur-Vie im Nordwesten.

## Toponymie
Der Name Coëx kommt vom keltischen Wort „Coët“, was „Wald“ oder „bewaldeter Ort“ bedeutet.

## Bevölkerungsentwicklung

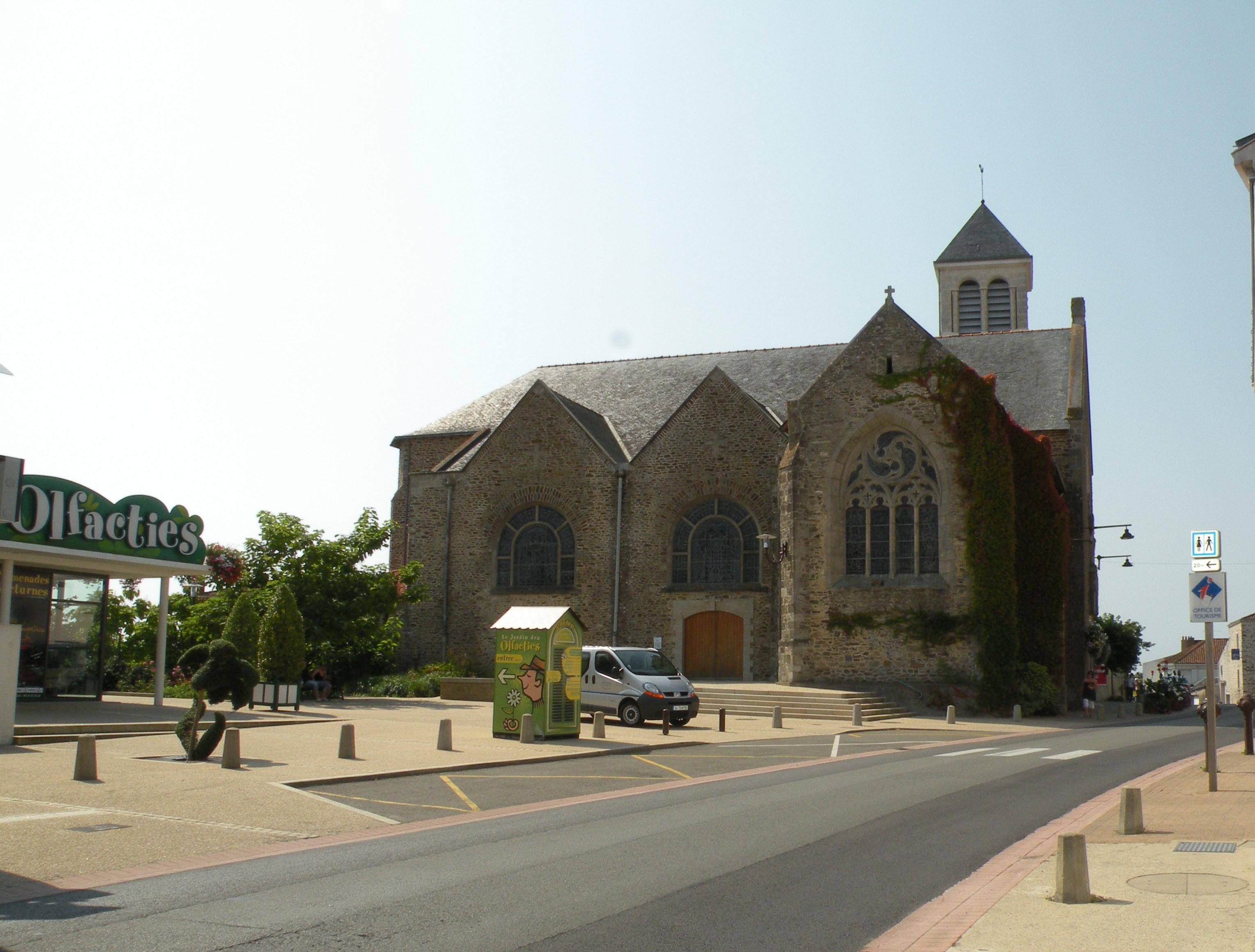
Kirche Notre-Dame-de-l’Assomption

| Jahr      | 1962 | 1968 | 1975 | 1982 | 1990 | 1999 | 2006 | 2013 | 2020 |
| Einwohner | 1916 | 2005 | 2193 | 2239 | 2283 | 2418 | 2827 | 3127 | 3339 |

## Sehenswürdigkeiten
- Kirche Notre-Dame-de-l’Assomption
- Garten der Gerüche (Jardin des Olfacties)